# Deutscher Sattler-, Tapezierer- und Portefeuiller-Verband

Flugblatt in Form einer Scherzbanknote des Verbands. Möglicherweise wurde dieser Schein im Umfeld der am 7. August 1923 stattfindenden Massendemonstrationen wegen der Hyperinflation verteilt. Das angegebene Jahr 1932 scheint ein Zahlendreher zu sein.

Der Deutsche Sattler-, Tapezierer- und Portefeuiller-Verband war eine freigewerkschaftliche Organisation, die zwischen 1920 und 1933 bestand. Der Verband organisierte die Arbeiter und Arbeiterinnen in den Sattlereien, in der Reiseartikeln-, Portefeuilles- und Lederwarenindustrie sowie im Tapezierergewerbe. Ferner gehörten ihm Arbeiter und Arbeiterinnen der Treibriemenfabriken und die in der Fahrzeugindustrie beschäftigten Berufsangehörigen an. Der Verband war 1920 aus der Fusion des Verbandes der Sattler und Portefeuiller (gegründet 1909) mit dem Verband der Tapezierer und verwandter Berufsgenossen Deutschlands (gegründet 1897) hervorgegangen. Sitz des Verbandes war Berlin (Michaelkirchstraße 14). Vorsitzender des Deutschen Sattler-, Tapezierer- und Portefeuiller-Verbandes waren von 1920 bis 1929 Peter Blum und von 1929 bis 1933 Friedrich Gerhardt.

## Geschichte

### Vorläuferorganisationen
Als Vorläufer des Verbandes können für die Sattler und die Tapezierer die in vielen größeren Städten Deutschlands bestehenden Fachvereine genannt werden. Bereits Ende der 1860er Jahre bestanden in Berlin und anderen Städten lokale Fachvereine mit dem Programm der Verbesserung der Lohn- und Arbeitsbedingungen.
Der Sattler Ignaz Auer berief 1872 den ersten Sattlerkongress nach Berlin ein, auf dem am 30. Juni 1872 der Allgemeine Deutsche Sattler-Verein gegründet wurde. 1875 wurde dessen Sitz von Berlin nach Dresden verlegt. Am 29. August 1875 wurde in Leipzig der Verband der deutschen Tapezierer und Fachgenossen gegründet. Beide Organisationen wurden jedoch im Anschluss an das Sozialistengesetz (1878) verboten.
Am 28. Februar 1889 wurde in Dresden der Allgemeine Deutsche Tapezierer-Verein gegründet. Gut zwei Monate später beschloss der Kongress der Sattler in Dresden (23./24. April 1889) die Gründung des Allgemeinen Deutschen Sattlervereins, dem sich sämtliche Fachvereine im Deutschen Reich anschlossen.
Am 4./6. August 1897 beschloss der Kongress der Tapezierer in Leipzig die Vereinigung der verschiedenen Tapeziererorganisationen zum Verband der Tapezierer und verwandter Berufsgenossen Deutschlands mit Sitz in Hamburg.
Am 7./8. April 1901 fand die Gründung des Verbandes der Portefeuiller und Ledergalanteriearbeiter Deutschlands statt. Zuvor hatten sich die Portefeuiller den Buchbindern angeschlossen, wo sie jedoch in der Minderheit blieben. Der neugegründete Verband musste jedoch zunächst um seine Existenz kämpfen, da der Buchbinder-Verband nicht auf die Organisation der Portefeuiller verzichten wollte.
Am 12. April 1909 fanden in Köln getrennte Generalversammlungen der Sattler und Portefeuiller statt. Sie beschlossen die Vereinigung beider Verbände zum 1. Juli im Verband der Sattler und Portefeuiller mit Sitz in Berlin. Der Sattlerverband hatte zu diesem Zeitpunkt 6692 Mitglieder (darunter 246 weibliche Mitglieder), der Portefeuillerverband 3363 Mitglieder (davon waren 401 weiblich). Vorsitzender des Verbandes der Sattler und Portefeuiller wurde der bisherige Vorsitzende des Sattlerverbandes Peter Blum, sein Stellvertreter Hermann Weinschild, der bisherige Vorsitzende des Portefeuillerverbandes.

### Deutscher Sattler-, Tapezierer- und Portefeuiller-Verband
Vom 31. März bis 2. April 1920 fand in Halle an der Saale ein gemeinsamer Verbandstag des Sattler- und Portefeuiller-Verbandes und des Tapeziererverbandes statt. Die Delegierten beschlossen die Verschmelzung beider Verbände zum Deutschen Sattler-, Tapezierer- und Portefeuiller-Verband mit Sitz in Berlin. Zum Vorsitzenden wurde Peter Blum, zum stellvertretenden Vorsitzenden Franz Spliedt gewählt. Der Sattler- und Portefeuiller-Verband hatte zu diesem Zeitpunkt 28281, davon 6584 weibliche Mitglieder, der Tapezierer-Verband 14534, davon 1564 weibliche.
Auf dem Verbandstag des Sattler-, Tapezierer- und Portefeuiller-Verbandes im Juni 1929 in Dresden teilte der Vorsitzende Peter Blum mit, dass 53,1 % der Mitglieder jünger als 30 Jahre seien. Die Delegierten beschlossen die Einführung einer Invalidenunterstützung. Da Blum aus Altersgründen nicht mehr kandidierte, wurde der bisherige Zweite Vorsitzende Friedrich Gerhardt zum Verbandsvorsitzenden gewählt.
Mit der endgültigen Zerschlagung der Freien Gewerkschaften am 2. Mai 1933 wurde auch der Sattler-, Tapezierer- und Portefeuiller-Verband aufgelöst.

### Nach 1945
Nach dem Zweiten Weltkrieg waren ehemalige Funktionäre des Sattler-, Tapezierer- und Portefeuiller-Verbandes maßgeblich an der Gründung der Ledergewerkschaften in der Trizone und der SBZ beteiligt. Der ehemalige Zweite Vorsitzender des Verbandes August Blume wurde am 13./14. Juni 1946 in Weißenfels zum Ersten Vorsitzenden der sich neu konstituierenden Industriegewerkschaft Leder gewählt. Theodor Ankermann, der von 1923 bis 1933 Sekretär des Sattler-, Tapezierer- und Portefeuiller-Verbandes in Offenbach war, wurde bei der Gründung der Gewerkschaft Leder für die drei westlichen Besatzungszonen im April 1949 in Kornwestheim zum Zweiten Vorsitzenden der Ledergewerkschaft gewählt.

## Gliederung und Mitgliederzahlen
Der Deutsche Sattler-, Tapezierer- und Portefeuiller-Verband war gegliedert in einen geschäftsführenden Hauptvorstand (acht Mitglieder), in einen erweiterten Vorstand (die acht Mitglieder des Hauptvorstandes sowie neun Beisitzer), Gauleitungen und Ortsverwaltungen. Alle drei Jahre fand ein Verbandstag statt (1920 in Halle (Saale), 1923 in Offenbach, 1926 in Hamburg, 1929 Dresden und 1932 in Stuttgart).
Dem Verband gehörten Ende 1928 insgesamt 181 Ortsverwaltungen mit 31.406 Mitgliedern (darunter 5.988 Frauen) an.

## Zweck des Verbandes und Unterstützung der Mitglieder
Laut § 2 des Status von 1932 hatte der Deutsche Sattler-, Tapezierer- und Portefeuiller-Verband den Zweck, „die geistigen und materiellen Interessen seiner Mitglieder zu wahren und zu fördern durch Zusammenfassung zu einer gemeinsamen Kampforganisation mit dem Ziele der Verwirklichung des Sozialismus.“
Dieser Zweck sollte erreicht werden durch:
- a) Erzielung möglichst günstiger Lohn- und Arbeitsbedingungen […]
- b) Unterstützung solcher Mitglieder, welche wegen ihrer Tätigkeit für den Verband infolge von Maßregelung oder Aussperrung arbeitslos werden,
- c) Aufklärung und Bildung der Mitglieder, Pflege der Solidarität und des geselligen Verkehrs durch Abhaltung regelmäßiger Versammlungen und Veranstaltungen von Vorträgen,
- d) Pflege der Berufsstatistik,
- e) Förderung aller auf die Sozialisierung der gesamten Wirtschaft gerichteten Bestrebungen und Sicherung des Mitbestimmungsrechtes der Arbeiter,
- f) Besetzung der Betriebsarbeiterräte durch […] Mitglieder,
- g) Bildung von Jugend und Lehrlingsabteilungen zum Zwecke der Belehrung und beruflicher Ausbildung des Lehrlinge.[13]

Der Verband gewährte seinen Mitgliedern im Falle von Arbeitslosigkeit, Krankheit oder Invalidität sowie während eines Streiks, in besonderen Notfällen und im Todesfall finanzielle Unterstützung. Darüber hinaus konnten die Mitglieder unentgeltlichen Rechtsschutz erhalten.

## Publikationen
Der Verband gab die Zeitschrift Sattler-, Tapezierer- und Portefeuiller-Zeitung. Organ zur Förderung des Gesamtwohls aller in Sattlereien, Portefeuilles-, Ledergalanterie- und Reiseeffektenbetrieben, sowie im Tapeziergewerbe und den verwandten Nebenberufen beschäftigten Arbeitern, Arbeiterinnen, Lehrlingen  sowie die Jugendzeitschrift Weggenosse heraus.

## Internationale Verbindungen
Gemäß seiner Mitgliederstruktur war der Deutsche Sattler-, Tapezierer- und Portefeuiller-Verband in zwei internationalen Gewerkschaftsorganisationen eingebunden. Mit den Sattlern war er in der Internationalen Vereinigung der Schuh- und Lederarbeiter (mit Sitz in Nürnberg) sowie mit den Tapezierern in der Internationalen Union der Holzarbeiter (niederländisch Internationale Vereniging van Hout-bewerkers mit Sitz in Amsterdam) vertreten.

## Bekannte Funktionäre
- Theodor Ankermann (1888–1967), von 1923 bis 1933 Sekretär des Sattler-, Tapezierer- und Portefeuiller-Verbandes in Offenbach, ab 1946 Vorsitzender der Gewerkschaft Bekleidung, Textil, Leder in Hessen, von 1949 bis 1953 Zweiter Vorsitzender der Gewerkschaft Leder.[14]
- Gustav Aßmann (1864–1945), Mitbegründer des „Allgemeinen deutschen Sattlervereins“
- Ignaz Auer (1846–1907), Gründer und erster Vorsitzender des Allgemeinen Deutschen Sattlervereins
- Peter Blum (* 1863), von 1903 bis 1909 Redakteur der Sattler-Zeitung[15], ab 1906 Vorsitzender des Sattlerverbandes[16] bzw. ab 1909 des Verbandes der Sattler und Portefeuiller, von 1920 bis 1929 Vorsitzender des Deutschen Sattler-, Tapezierer- und Portefeuiller-Verbandes.
- August Blume (1893–1970), von 1929 bis 1933 Zweiter Vorsitzender des Deutschen Sattler-, Tapezierer- und Portefeuiller-Verbandes, von 1946 bis 1949 Erster Vorsitzender der IG Leder im FDGB.
- Gustav Becker (* 1862), seit 1897 Schriftleiter des Verbandsblatts der Tapezierer, dann der Sattler, Tapezierer und Portefeuiller
- Heinrich Galm (1895–1984), Bevollmächtigter in der durch die Lederindustrie geprägte Region um Offenbach 1922–1933, sozialistischer Politiker, Landtagsabgeordneter 1924–1933, Mitglied des ZK der KPD 1927–1928
- Friedrich Gerhardt (* 1882), von 1929 bis 1933 Vorsitzender des Deutschen Sattler-, Tapezierer- und Portefeuiller-Verbandes
- Louis Grünwaldt (1856–1931), 1884 Mitbegründer und von 1900 bis 1919 Vorsitzender der Zentralkrankenkasse der Tapezierer und verwandter Berufsgenossen
- Fritz Müntner (1870–1934), von 1909 bis 1911 Redakteur der „Sattler- und Portefeuiller-Zeitung“[17]
- Johannes Sassenbach (1866–1940), von 1891 bis 1906 Vorsitzender des Sattlerverbandes, von 1891 bis 1903 Redakteur der Sattler- und Tapezierer-Zeitung[18] bzw. der Sattler-Zeitung[19], von 1906 bis 1921 Vorsitzender der Internationalen Vereinigung der Sattler und verwandter Berufsgenossen[20]
- Franz Spliedt (1877–1963), von 1909 bis 1920 Vorsitzender  des Taperziererverbandes, 1920/1921 Zweiter Vorsitzender des Sattler-, Tapezierer- und Portefeuiller-Verbandes[21].
- Paul Steinführ (1900–1983), Mitglied des geschäftsführenden Hauptvorstandes des Sattler-, Tapezierer- und Portefeuiller-Verbandes, von 1947 bis 1949 war er Zweiter Vorsitzender des Zentralvorstandes der IG Leder[22]
- Hermann Weinschild (* 1873), Vorsitzender des Portefeuillerverbandes, von 1911 bis 1920 Redakteur der „Sattler- und Portefeuiller-Zeitung“[23]